# Walpole (New Hampshire)
Walpole is een gemeente in het Amerikaanse gebied Cheshire County, New Hampshire.
In 1736 werd de locatie van Chesterfield gebruikt voor het derde van een keten forten op de grens tussen Massachusetts en New Hampshire. Deze plaats werd Great Falls en ook Lunenburg genoemd. In 1756 kreeg de nederzetting officieel de naam Bellows, vernoemd naar kolonel Benjamin Bellows, naar wie ook Bellows Falls in Vermont is vernoemd. In 1761 kreeg het de uiteindelijke naam Walpole, dit keer vernoemd naar Robert Walpole, de 1ste graaf van Orford en eerste premier van Groot-Brittannië.
Walpole ligt ten oosten van de Connecticut River. Het hoogste punt binnen de gemeente is Derry Hill .

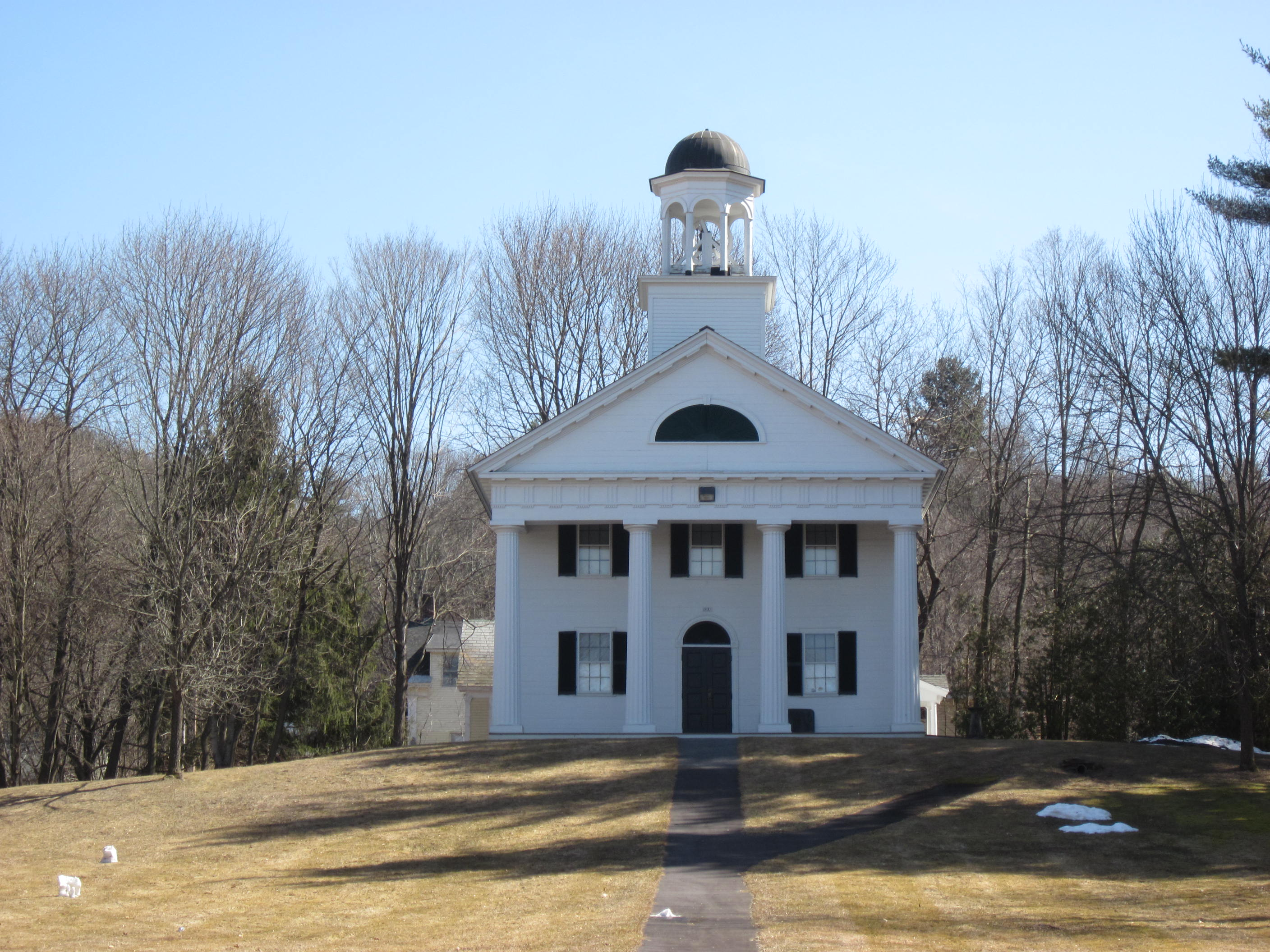
Walpole Academy in Walpole